# Mauro Baldi
Mauro Baldi, född 31 januari 1954 i Reggio nell'Emilia, är en italiensk racerförare.

## Racingkarriär
Baldi började tävla i rally 1972, övergick till racing i Renault 5 Racing i Italien 1975,  blev en toppförare i formel 3 1980 och vann det europeiska F3-mästerskapet 1981.
Baldi tävlade sedan i formel 1 i tre olika stall under fyra säsonger i början av 1980-talet. Hans bästa resultat var en femteplats på Zandvoortbanan i Nederländerna 1983 och en sammanlagd sextondeplats i formel 1-VM 1983. 
Därefter startade Baldi en framgångsrik sportvagnskarriär i Lancia, Porsche, Sauber och Peugeot. Han vann bland annat. Världsmästerskapet för sportvagnar 1990 och Le Mans 24-timmars i en Dauer Porsche tillsammans med Yannick Dalmas och Hurley Haywood 1994.

## F1-karriär
| Säsong | Stall/Tillverkare | Poäng | Placering |
| ------ | ----------------- | ----- | --------- |
| 1982   | Arrows-Ford       | 2     | 25        |
| 1983   | Alfa Romeo        | 3     | 16        |
| 1984   | Spirit-Hart       | 0     | –         |
| 1985   | Spirit-Hart       | 0     | –         |